# Nguyễn Hiển Dĩnh
Nguyễn Hiển Dĩnh (1853-1926) - quan lại triều Nguyễn, nhà soạn tuồng, thầy dạy nghệ thuật tuồng nổi tiếng ở Quảng Nam hồi đầu thế kỷ XX.

## Tiểu sử và sự nghiệp
Ông sinh tại An Quán huyện Điện Bàn, tỉnh Quảng Nam, đỗ tú tài năm 18 tuổi, được bổ quyền Tri phủ Điện Bàn, sau đó đổi sang Tri huyện Hà Đông (nay là Tam Kỳ). Năm sau lại được đổi ra Huế, giữ chức Phủ thừa. Sau đó, ông được bổ Bố chính Thanh Hóa, rồi Tuần phủ Quảng Trị, Án sát Bình Định, Bố chính Khánh Hòa.
Ông đã viết và soạn lại trên 20 vở tuồng, nội dung phản ánh chân thực xã hội nông thôn Việt Nam thời thực dân phong kiến, lời văn bình dị, ít từ Hán Việt, sử dụng thuần thục tục ngữ ca dao, thể hiện rõ tài năng châm biếm xã hội của tác giả. Các tác phẩm: "Lý Mã Hiền", "Phong Ba Đình", "Võ Hùng Vương", "Lục Vân Tiên", "Trương Đồ Nhục", "Giáp kén xã Nhộng"...
Thời kì làm án sát tỉnh Quảng Trị, ông từng lập gánh hát. Chán ghét quan trường, Nguyễn Hiển Dĩnh xin nghỉ hưu, về quê lập trường dạy nghề diễn tuồng đồng thời tổ chức biểu diễn và sáng tác. Đã đào tạo được nhiều diễn viên tuồng xuất sắc, trong đó có 5 học trò được triều đình Nguyễn phong là Ngũ Mỹ: Nguyễn Nho Tuý (Đội Tảo) vai kép, Nguyễn Lai vai nịnh, Chính Đệ vai tướng, Chính Phẩm vai lão, Văn Phước Khôi vai hề...